# Ravni Del (Vlasotince)
Ravni Del (Vlasotince) (em cirílico: Равни Дел) é uma vila da Sérvia localizada no município de Vlasotince, pertencente ao distrito de Jablanica, na região de Vlasina. A sua população era de 131 habitantes segundo o censo de 2011.

## Demografia
| 1948 | 1953 | 1961 | 1971 | 1981 | 1991 | 2002 | 2011 |
| ---- | ---- | ---- | ---- | ---- | ---- | ---- | ---- |
| 369  | 344  | 362  | 343  | 298  | 256  | 183  | 131  |